# 名古屋東京海上日動ビルディング (初代)
名古屋東京海上日動ビルディング （なごやとうきょうかいじょうにちどうビルディング） は、愛知県名古屋市中区丸の内にあった超高層ビルである。
この記事では2010年に解体された初代ビルについて説明する。2代ビルについては名古屋東京海上日動ビルディング (2代)を参照。

## 概要
1973年（昭和48年）に桜通と本町通の交差点北西に、名古屋で最初期の超高層ビル（ほかには雲竜ビル（現・雲竜フレックスビル）や翌年に完成した名古屋ターミナルビル（現在は解体）・住友生命名古屋ビルがあった）として「タキヒヨー丸の内ビル」という名称で建設された。
最上階にはホテルオークラのレストランが招致され、超高層ビルの高さを生かした展望レストランとして一般市民にも利用された。
完成後は老舗繊維商社タキヒヨー本社として使用されていたが、タキヒヨーの経営不振のため1980年1月に当時の東京海上火災に売却され「名古屋東京海上ビル」に改称された。
その後、タキヒヨー本社が入居する形で引き続き使われてきたが、ビル解体工事のため本社を名古屋ルーセントタワーに移転した。
エレベーターの不足や耐震強度問題、建築時に使用されたアスベスト除去費用の問題などから、解体されることになった。
末期の名称は「名古屋東京海上日動ビルディング」であった。

## 主なテナント
- 東京海上日動火災保険
- タキヒヨー本社
- 東海銀行（のちの三菱東京UFJ銀行）桜通支店（廃店）
- ホテルオークラレストラン

## 最寄り駅
- 名古屋市営地下鉄鶴舞線・桜通線 丸の内駅下車
  - 名古屋市営地下鉄名城線・桜通線 久屋大通駅からも近い

## 参照
- 名古屋東京海上日動ビル - 超高層ビル検索
- 名駅不動産鑑定日誌 : 名古屋東京海上日動ビルの解体現場
- 読売新聞2009年9月17日（ウェブサイトの読売新聞2009年9月17日記事）
- 東京海上日動ビル解体工事見物 - ウェイバックマシン（2014年2月25日アーカイブ分）